# Malgarida
Malgarida de Almagro (1498-desconocido) fue una conquistadora afroespañola del siglo XVI. Inicialmente esclava, se convirtió en la concubina y mujer de confianza de Diego de Almagro.

## Biografía
Se sabe poco sobre su vida. En 1513 fue comprada por un tal Juan Fuico cuando tenía 25 años. Ella en ese momento estaba embarazada. A los 38 años, y todavía esclava, fue llevada al otro lado del Atlántico, y en 1536 era parte del séquito de Diego de Almagro en su expedición a Chile, siendo libertada y pasando a ser su sirvienta. Al cruzar el paso de San Francisco se convirtió en la primera mujer no nativa en el territorio actual de Chile. Fue niñera del hijo mestizo de Almagro, Diego el Mozo, que tuvo con la india panameña Ana Martínez.
Tras la ejecución de Almagro por sedición en 1538, se ocupó de recoger y enterrar sus restos, que habían quedado expuestos en la plaza mayor de Cuzco. Diego el Mozo también sería ejecutado en 1542, después inducir al asesinato de Francisco Pizarro a una multitud de atacantes para vengar a su padre. En 1553, con los bienes que su amo le había legado, Malgarida financió la creación de una capilla en el Convento de la Merced de Cuzco para trasladar allí los cuerpos de los Almagro. Cuando ella murió años después, también fue enterrada allí.